# Gears of War: I resti di Jacinto
Gears of War: I Resti di Jacinto è un libro scritto da Karen Traviss (già autrice di Gears of War: Aspho Fields), che si ispira all'universo di Gears of War.
Il libro si immette tra Gears of War 2 e Gears of War 3. Avrà come seguiti Gears of War: Anvil Gate e Gears of War: Fine della Coalizione, sempre scritti da Karen Traviss.